# Banna Strand

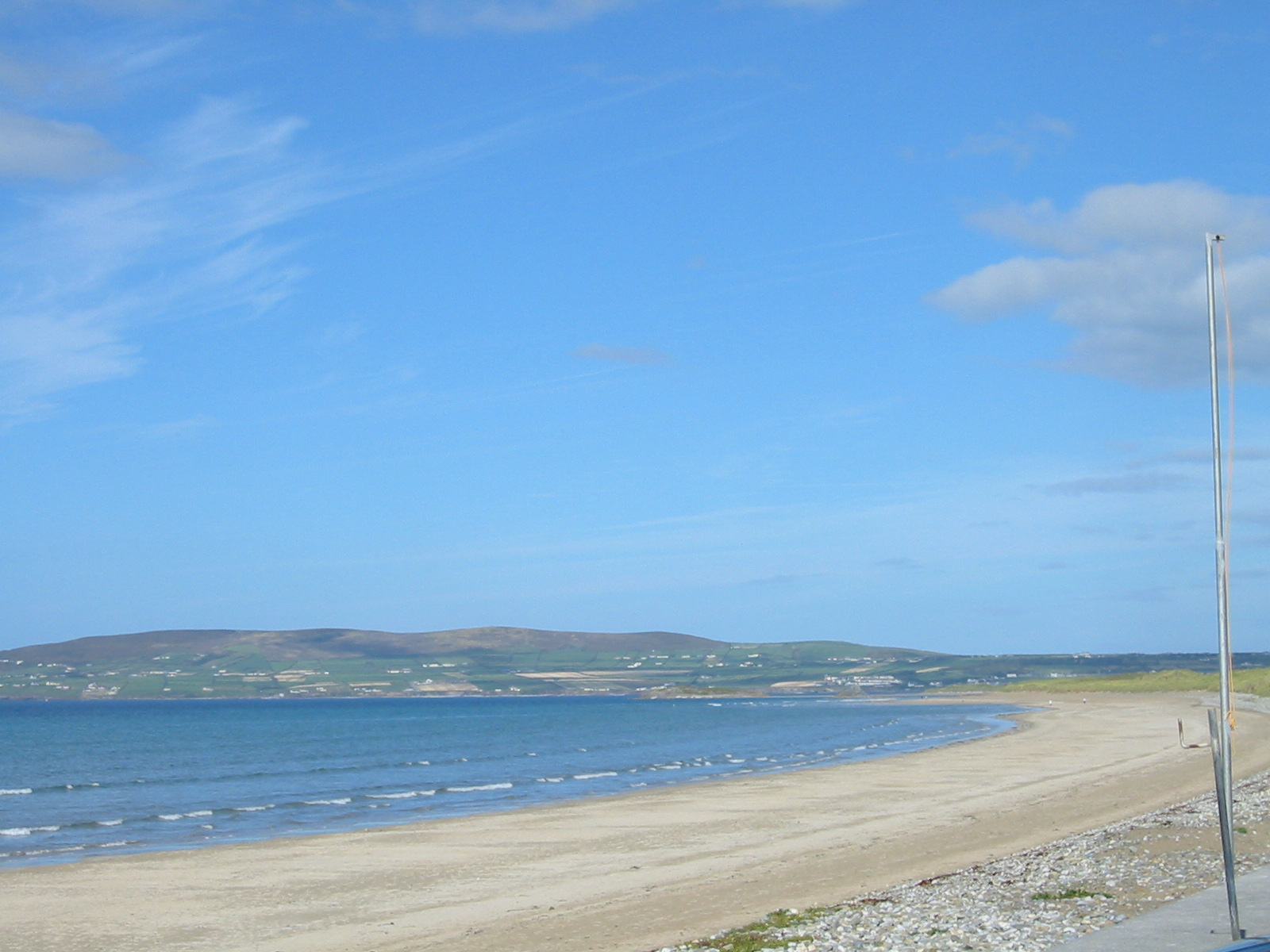
Banna Strand

Banna Strand, también conocido como Banna Beach, está situada en la bahía de Tralee, condado de Kerry, es una playa del Océano Atlántico que se extiende desde la playa de Ballyheigue en la Roca Negra al norte hasta la playa de Barrow en su borde meridional. Se encuentra a unos 12 km al noroeste de Tralee. Cuenta con dunas de arena a lo largo de toda su longitud que se elevan hasta 12 metros (40 pies). Las montañas de la península de Dingle se pueden ver en el horizonte al sudoeste. Muchos residentes de Tralee viajan a Banna Strand en los días más cálidos del verano.

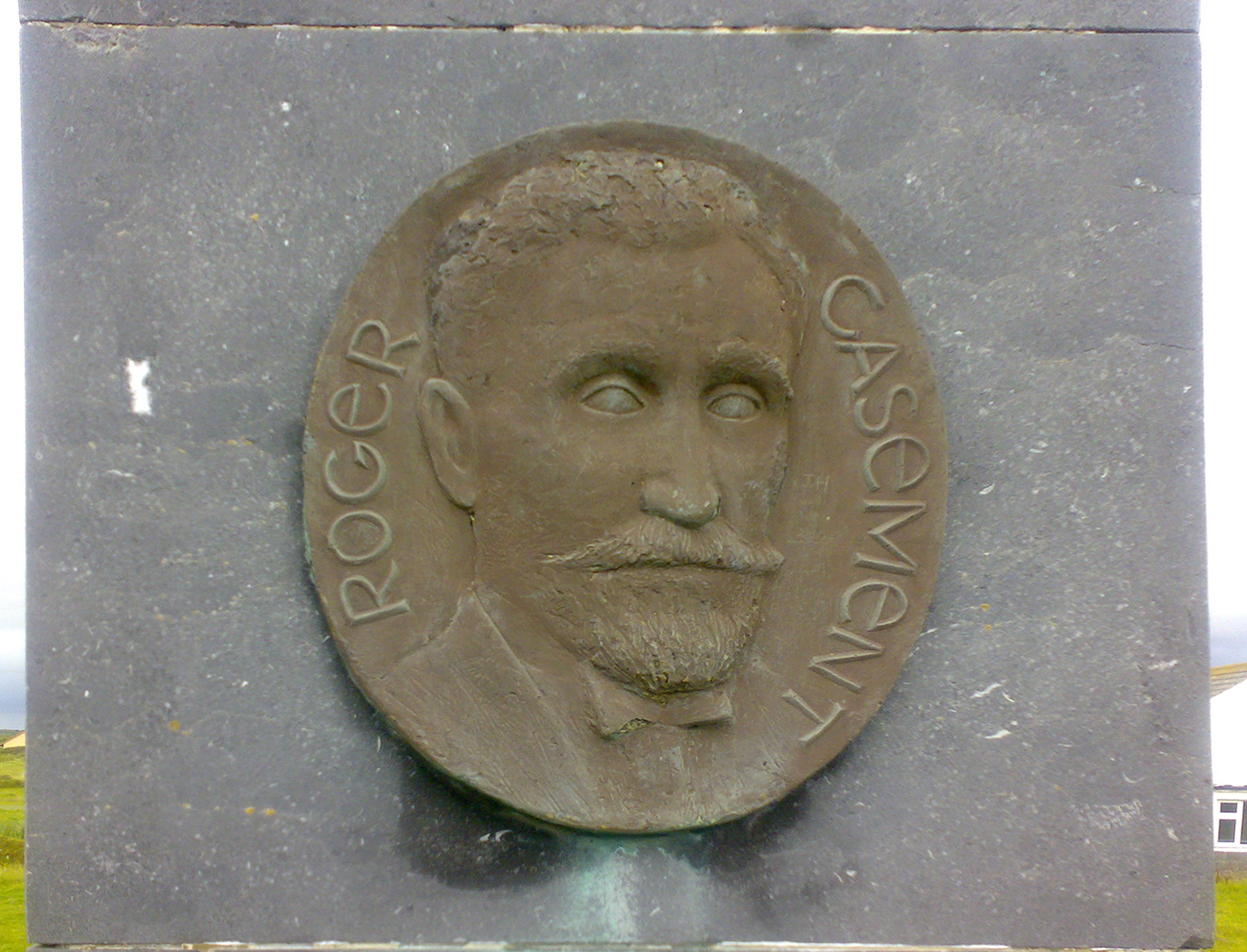
Roger Casement

Históricamente, Banna Strand se asocia a Roger Casement que fue capturado el 21 de abril de 1916, después de haber aterrizado desde un U-Boat alemán. Casement participó en un intento de desembarcar armas para los republicanos irlandeses del buque alemán Aud. Un monumento a Casement y a otro hombre, Robert Monteith, se encuentra cerca de las dunas con la inscripción:
«En un lugar en la playa de Banna junto a Roger Casement - Humanitario y líder revolucionario irlandés - Robert Monteith y un tercer hombre llegaron a tierra desde un submarino alemán en la mañana del Viernes Santo 21 de abril de 1916 para impulsar la causa de la libertad irlandesa».
El misterioso tercer hombre era Daniel Julián Bailey, un soldado de los Royal Irish Rifles del ejército británico que, como prisionero de guerra de los alemanes, fue reclutado (bajo el nombre de Daniel Beverley) por la Brigada Casement.

El monumento fue erigido en 1966 para conmemorar el 50 aniversario del desembarco. La omisión del nombre del tercer hombre del monumento fue tomada por el Comité de Banna Strand de 1966 pues, tras ser capturado, se convirtió en testigo británico. El espacio para la construcción del monumento fue cedido por Florrie Monteith, hija de Robert Monteith. Florrie también escribió una biografía de su padre titulada The Mystery Man of Banna Strand.

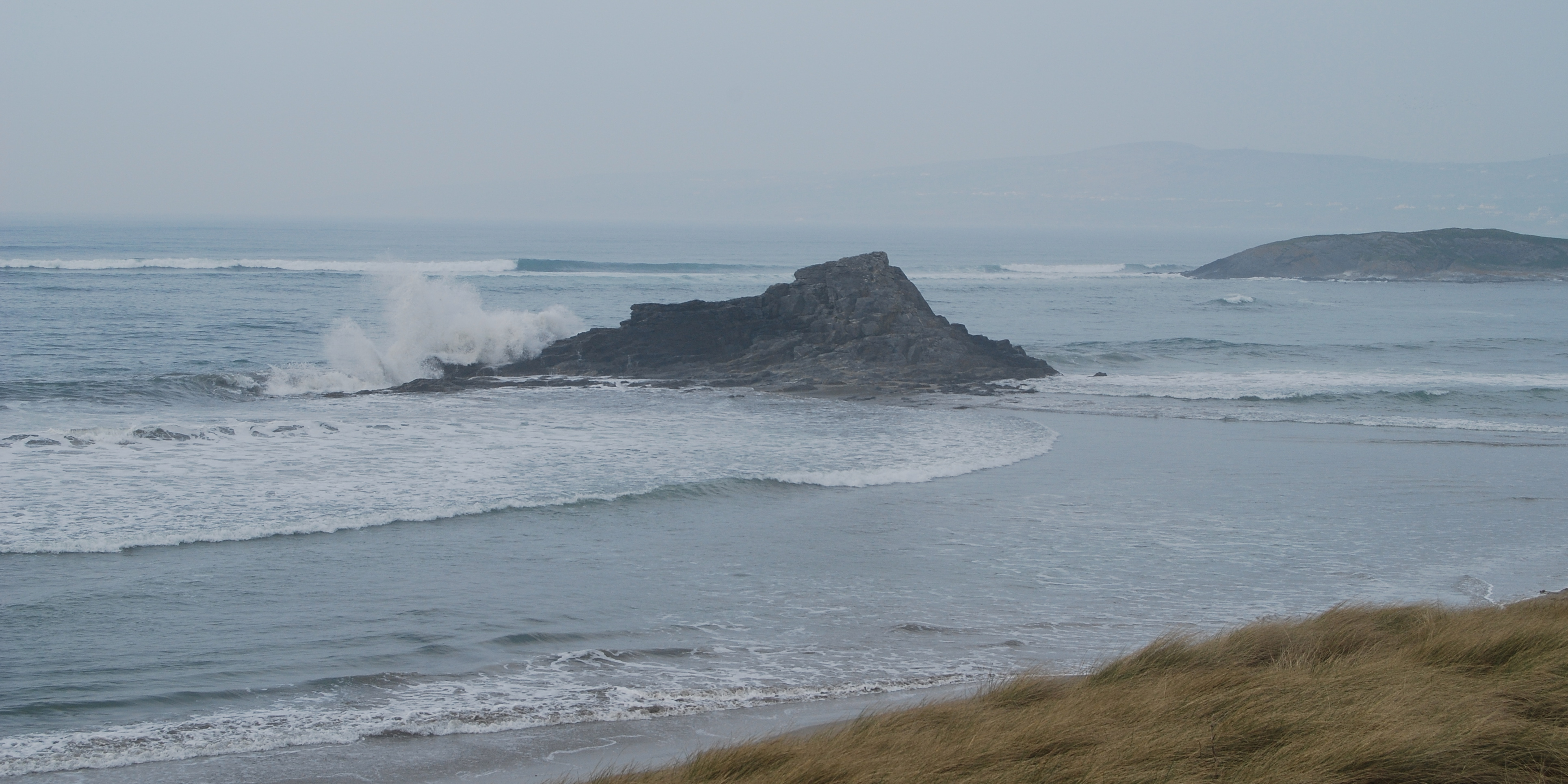
La Roca Negra

Horizon Radio, una estación de radio de Kerry de los años 80, estaba situada en Banna. Se construyó cerca de la playa el hotel Banna Beach, que se cerró en 2002 y fue reemplazado por el centro de ocio Banna Beach Leisure. En los años 90 el área del estacionamiento de coches fue trasladada detrás de las dunas.